# Dhanna
Dhanna est un des bhagats du sikhisme, un de ceux qui ont vu leurs louanges compilées dans le Guru Granth Sahib, le livre saint sikh, par Guru Nanak. Il est né au Rajasthan, à Dhuan, district de Tonk; il est censé avoir vécu au XVe siècle. Il était un adorateur de Vishnu, (un vaishnavite), issu de la population des Jats. Il est dit qu'il était disciple de Ramanand. Son père était fermier. Comme beaucoup de bhagats, Dhanna était un grand dévôt, suivant la voie de la prière; il est de ceux qui bien qu'issus de basses castes, ont choisi au Moyen Âge de suivre la voie de Dieu, par la contemplation et les louanges, comme Namdev, comme Kabir ou comme Ravidas. Trois de ses compositions se retrouvent dans l'Adi Granth.